# Grabhügel der Strzyżów-Kultur

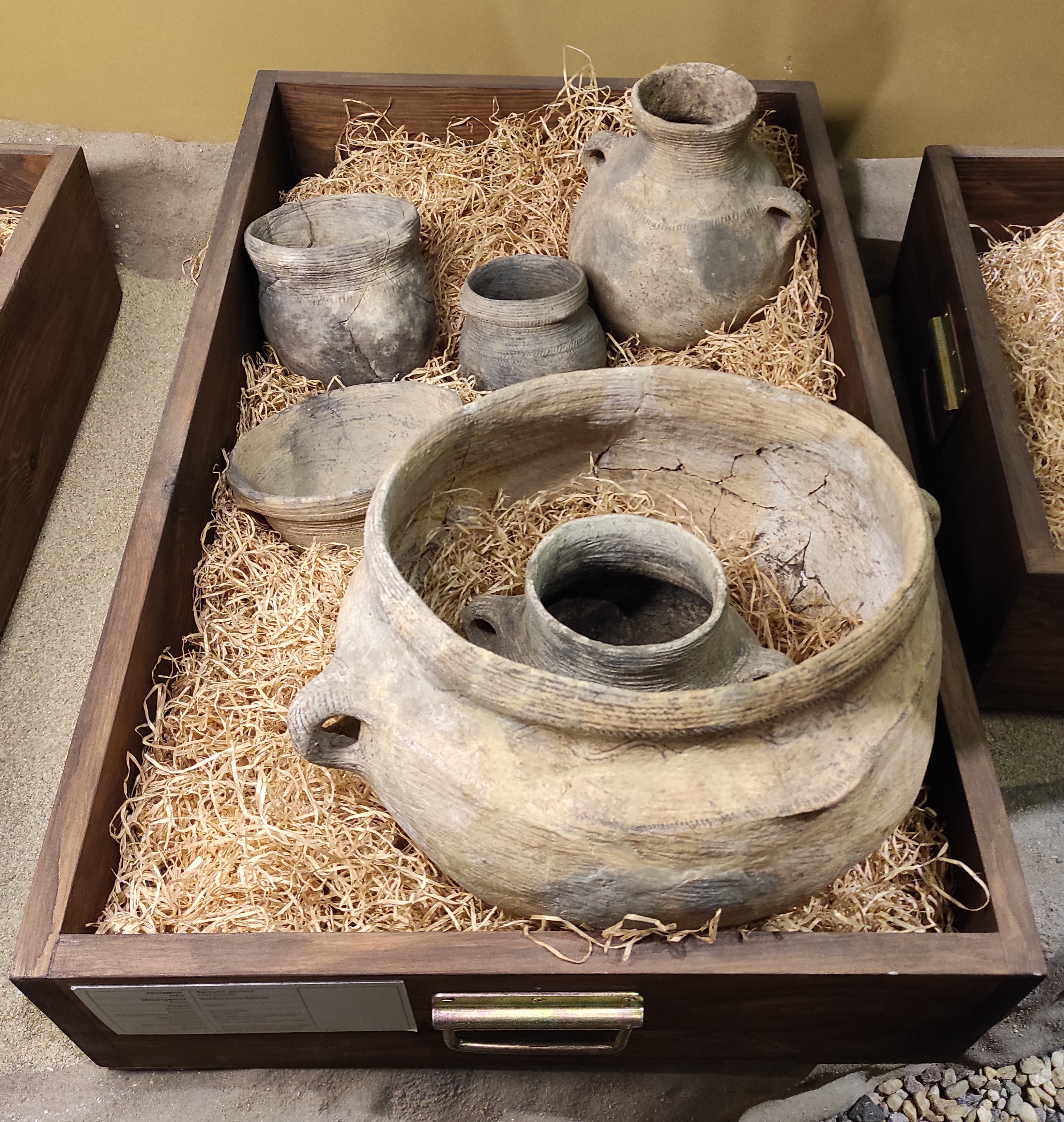
Gefäße der Strzyżów-Kultur von Raciborowice-Kolonia

Ein frühbronzezeitlicher Grabhügel der Strzyżów-Kultur, eines der Nachfolger der Schnurkeramik, mit fünf Bestattungen wurde 2014 in einem Wald bei Stryjów (Gemeinde Izbica zwischen Krasnystaw und Zamość) im Südosten von Polen mittels Lidar-Technik gefunden. Der Hügel von 13 m Durchmesser stammt vom Übergang des 3. zum 2. vorchristlichen Jahrtausend und ist die erste bekannte Struktur dieser Art auf der Lubliner Hochebene und in Südpolen. 
Piotr Wlodarczak hat vier Gräber der Strzyżów-Kultur ausgegraben. Der Bestattungsritus ist etwas anders als in der späten Jungsteinzeit. Der Hügel enthielt nicht nur das große Grab einer hochgestellten Person in der Mitte des Hügels, sondern weitere Gräber wurden außen hinzugefügt. Alle enthielten Hunderte von Perlen aus Muschelschalen, Kupferschmuck, Tieranhänger und Werkzeuge aus Feuerstein.